# 3. Nemzetközi Matematikai Diákolimpia
A 3. Nemzetközi Matematikai Diákolimpiát (1961) Magyarországon, Veszprémben rendezték. Hat ország negyvennyolc versenyzője vett részt rajta. Magyarország két arany-, három ezüst-, egy bronzérmet és két dicséretet szerzett, összpontszámával pedig 1. lett az országok között. 
(Az elérhető maximális pontszám: 8×40=320 pont volt)

## Országok eredményei pont szerint
|    | Ország        | Pont | Arany | Ezüst | Bronz | D |
| -- | ------------- | ---- | ----- | ----- | ----- | - |
| 1. | Magyarország  | 270  | 2     | 3     | 1     | 2 |
| 2. | Lengyelország | 203  | 1     | 0     | 0     | 6 |
| 3. | Románia       | 197  | 0     | 1     | 1     | 4 |
| 4. | Csehszlovákia | 159  | 0     | 0     | 1     | 3 |
| 5. | NDK           | 146  | 0     | 0     | 1     | 1 |
| 6. | Bulgária      | 108  | 0     | 0     | 0     | 1 |

D – dicséret

## A magyar csapat
A magyar csapat tagjai voltak:
| Név               | Évfolyam | Iskola                            | Város           | Díj      |
| ----------------- | -------- | --------------------------------- | --------------- | -------- |
| Bollobás Béla     | IV. o.   | Apáczai Csere János Gyakorlógimn. | Budapest        | Arany    |
| Kóta József       | III. o.  | Árpád Gimnázium                   | Tatabánya       | Arany    |
| Juhász István     | IV. o.   | Madách Imre Gimnázium             | Budapest        | Ezüst    |
| Kéry Gerzson      | III. o.  | Széchenyi István Gimnázium        | Sopron          | Ezüst    |
| Simonovits Miklós | III. o.  | Radnóti Miklós Gimnázium          | Budapest        | Ezüst    |
| Gálfi László      | III. o.  | I. István Gimnázium               | Budapest        | Bronz    |
| Fritz József      | IV. o.   | Kossuth Lajos Gimn.               | Mosonmagyaróvár | dicséret |
| Góth László       | III. o.  | Könyves Kálmán Gimnázium          | Budapest        | dicséret |

A csapat vezetője Hódi Endre volt.